# Brandon Vázquez
Brandon Vázquez Toledo (Chula Vista, 14 de outubro de 1998) é um futebolista estadunidense que atua como atacante. Atualmente defende o Austin.

## Carreira em clubes
Formado nas categorias de base do Tijuana, Vázquez disputou uma única partida pelos Xolos em 2016, no empate por 1 a 1 com o Lobos BUAP, válida pela Copa México.
Em dezembro do mesmo ano, assinou com o Atlanta United, fazendo sua estreia em abril de 2017 contra o Real Salt Lake, entrando como substituto e marcando um gol no final do jogo. Em suas 2 primeiras temporadas, foi escalado como ala em vez de atacante.
Deixou o Atlanta United em novembro de 2019 após 39 jogos (32 pela Major League Soccer) e 9 gols, e também atuou pelo time reserva (12 partidas e 5 gols). Foi selecionado pelo Nashville SC no draft de expansão, e posteriormente negociado com o FC Cincinnati em troca de 150 mil dólares.

## Carreira internacional
Com passagem pelas seleções de base dos Estados Unidos, Vázquez também era selecionável para representar o México, onde possui origens e pelo qual chegou a ser convocado, mas nunca entrou em campo vestindo a camisa de La Tri.
A estreia do atacante pelos Yankees foi num amistoso contra a Sérvia, em janeiro de 2023, marcando também seu primeiro gol neste jogo, após um cruzamento de Julian Gressel aos 29 minutos. Convocado para a Copa Ouro da CONCACAF, marcou 3 gols na competição, contra Jamaica, Trinidad e Tobago (ambos na primeira fase) e Canadá, pelas quartas-de-final.

## Títulos
Atlanta United
- MLS Cup: 2018
- Lamar Hunt U.S. Open Cup: 2018

### Individuais
- MLS All-Star: 2022
- MLS Best XI: 2022[11]

## Links
- Brandon Vázquez - Site do FC Cincinnati (em inglês)